# George G. Hall
George Garfield Hall (5 de março de 1925) é um matemático do ramo da matemática aplicada, natural de Belfast, Irlanda do Norte, mundialmente conhecido por seu trabalho no campo da química quântica.
Hall e Clemens C. J. Roothaan descobriram, de forma independente, as equações de Roothaan. Ele atingiu o nível de Ph.D. pelo seu trabalho em 1950 supervisionado por John Lennard-Jones na Universidade de Cambridge. Ele lecionou como professor assistente pela mesma universidade em química teórica. No período de 1955 a 1962 ele lecionou matemática no Imperial College London, Londres. Em 1962 ele se tornou professor titular em matemática pela Universidade de Nottingham. Em 1983 ele passou um período como professor na Universidade de Kyoto, Japão, mas retornou para Nottingham em 1988.
Hoje é ele professor emérito da Universidade de Nottingham e é membro da Academia Internacional de Ciências Moleculares Quânticas.

## Livros publicados
- Hall, George G (1963). Matrices and tensors. [S.l.]: Pergamon Press
- Hall, George G (1965). Applied Group Theory. [S.l.]: Longman
- Hall, George G (1991). Molecular Solid-State Physics. [S.l.]: Springer